# イリヤース・ホージャ
イリヤース・ホージャ（? - 1365年）は、東チャガタイ・ハン国（モグーリスタン・ハン国）の君主（在位：1362年もしくは1363年 - 1365年）。
モグーリスタン・ハン国の創始者トゥグルク・ティムールの長男。

## 生涯
1361年にトゥグルク・ティムールがマー・ワラー・アンナフルを支配する西チャガタイ・ハン国を征服すると、イリヤース・ホージャはマー・ワラー・アンナフルの支配を任された。バルラス部の指導者ティムールがイリヤース・ホージャの後見人に付けられたが、ティムールはイリヤース・ホージャの元を離れて反乱を起こした。
1363年にキシュ近郊の戦いでティムールの軍に大敗を喫し、翌1364年春にイリヤース・ホージャはマー・ワラー・アンナフルに親征した。
1365年にチナズ・タシュケントの間で起きた泥沼の戦いで、イリヤース・ホージャはティムールとフサインの連合軍に勝利した。勝利後にモグーリスタン軍はサマルカンドに向かうと、サマルカンド城内で反モンゴルを掲げる「サルバダール運動」を行う集団が住民に抵抗を呼びかけた。当時のサマルカンドには防壁と内城は無く、守備兵も退却しており、イリヤース・ホージャたちは容易にサマルカンドを攻略できると考えていた。しかし、抵抗を受けずにサマルカンド奥深くに入ったモグーリスタン軍は、サルバダールに率いられた住民からの奇襲で損害を受けて城内から脱出した。さらに疫病によって軍馬の多くを失い、イリヤース・ホージャは戦果を得ることなく中央アジアから退却しなければならなかった。
逃走中のイリヤース・ホージャはモグーリスタンとの国境部に至ったところでドゥグラト部のカマルッディーンによって殺害され、彼の死後カマルッディーンはハンを僭称した。